# Abteilungsbildung
Die Bildung von  Abteilungen ist in erster Linie ein Mittel zur Koordination, wobei man sie unter zwei Aspekten sehen kann:
- Als Delegationsprozess (Top-down-approach): In diesem Fall erfolgt die Abteilungsbildung von oben nach unten. Der Grund für die Bildung von Abteilungen liegt in diesem Fall darin, dass eine Instanz über begrenzte Leitungskapazitäten verfügt. Je mehr Stellen einer Instanz zugeordnet sind, je größer also ihre Leitungsspanne ist, desto schwieriger wird es, die zugeordneten Stellen zu koordinieren und zu überwachen. Daher werden zusätzliche Instanzen eingerichtet, die der betreffenden Instanz nachgeordnet sind, die nun ihrerseits jeweils mehrere der bisher dieser Instanz direkt nachgeordneten Stellen koordinieren.

- Als Zusammenfassung (Bottom-up-approach): In diesem Fall werden mehrere Stellen unter einer gemeinsamen Leitung zusammengefasst, wodurch relativ geschlossene Verantwortungsbereiche entstehen, so dass sich die Koordination zwischen den einzelnen Stellen vereinfacht.

## Prinzipien der Abteilungsbildung
Bei der Abteilungsbildung sind im Wesentlichen zwei Organisationsprinzipien zu beachten:
- Einerseits das Homogenitätsprinzip, welches besagt, dass in einer Abteilung jene Stellen zusammengefasst werden, deren Aufgaben eine hohe Zusammengehörigkeit aufweisen, um die erforderliche abteilungsübergreifende Koordination zu minimieren. Je höher der Bedarf an abteilungsübergreifender Koordination ist, desto schwieriger ist es, das Delegieren von Koordinationsentscheidungen zu realisieren, da eine hohe Interdependenz die übergeordneten Instanzen zu häufigen Interventionen zwingt.

- Andererseits ist das Beherrschbarkeitsprinzip zu beachten. Danach sollen nur so viele Stellen zu einer Abteilung zusammengefasst werden, dass der Abteilungsleiter seinen Leitungsaufgaben nachkommen kann. D.h. die Größe der Abteilung ist durch ihre Leitungsspanne bestimmt. In der Praxis liegt die Leitungsspanne zwischen 1 und 90 Personen. Aussagen über die maximale und die optimale Leitungsspanne sind schwer zu treffen, gemäß dem Beherrschbarkeitsprinzip darf sie jedoch nur so groß sein, dass jeder Vorgesetzte den ihm unterstellten Bereich zufriedenstellend koordinieren und kontrollieren kann. Dabei hängt die maximale Leitungsspanne von zwei Haupteinflussgrößen ab. Einerseits von der qualitativen und quantitativen Leistungskapazität des Vorgesetzten, andererseits von der Nutzung der Leitungsbeziehungen.

## Kriterien bei der Abteilungsbildung
Die Abteilungsbildung setzt ein Delegieren von Entscheidungen voraus. Damit eine wirksame Entlastung einer Instanz erreicht wird, müssen Koordinationsentscheidungen und die damit verbundenen Entscheidungen an die nachgeordneten Abteilungsleiter delegiert werden können. 
- Nach dem Top-down-approach ist das maßgebliche Kriterium bei der Abteilungsbildung, welche Bedeutung die jeweilige Entscheidung für das Unternehmen hat. Hierbei wird zwischen Gesamt- und Bereichsentscheidungen unterschieden. 
  - Gesamtentscheidungen wirken sich auf das gesamte Unternehmen aus und werden daher immer von der obersten Unternehmensleitung getroffen. Sie sind nicht delegierbar.
  - Bereichsentscheidungen stammen aus einem Teilbereich der Unternehmung. Sie werden unterteilt in reine Bereichsentscheidungen, übergreifende Bereichsentscheidungen, umgreifende Bereichsentscheidungen. Nur reine und übergreifende Bereichsentscheidungen sind delegierbar.

- Nach dem Bottom-up-approach können Stellen nach unterschiedlichen Kriterien zu Abteilungen gruppiert werden:
  - nach Funktionen
  - nach Produkten
  - nach Kundengruppen
  - nach Regionen